# Vampire Academy (saga)
Vampire Academy  es una saga de seis libros best-seller de literatura juvenil y amor sobrenatural, escrita por la autora estadounidense Richelle Mead. 
La primera novela en la saga de libros Vampire Academy se publicó a mediados del 2007, seguida un año después por Sangre Azul. El tercer libro Bendecida por la sombra se publicó el mismo año. El cuarto libro Promesa de sangre fue publicado en 2009. El quinto y el sexto y último libro, Deuda de espíritu y El último sacrificio fueron publicados en 2010. Actualmente, la saga de libros ha vendido 8 millones de copias en 35 países.
En España se han publicado los primeros cuatro libros, mientras que en Latinoamérica, la editorial Alfaguara publicó sólo los dos primeros.
Además de estos seis libros, existe una guía para los fanes con fichas de los personajes e información adicional sobre las razas de vampiros y la historia de San Vladimir. The Ultimate Guide fue escrita por Michelle Rowen, autora de la saga Mordiscos Inmortales, en colaboración con Richelle Mead.
Después de Vampire Academy, Richelle Mead está escribiendo una nueva serie spin-off llamada Bloodlines, protagonizada por personajes secundarios de las novelas originales.
Los derechos cinematográficos de Vampire Academy, basados en el primer libro fueron vendidos en 2010. 

## Vampire Academy
Vampire Academy es la primera novela de la saga. 
Cuenta la vivaz historia de la adolescente dhampir, Rose Hathaway de diecisiete años, quien es entrenada para ser la guardiana y defensora de los moroi ante las atrocidades de los peligrosos vampiros strigoi y de su mejor amiga, Vasilisa "Lissa" Dragomir. En su intento de aprender cómo desafiar y vencer a los strigoi en la Academia St. Vladimir, Rose se encuentra atrapada en una atracción prohibida con su instructor, Dimitri Belikov, mientras tiene que lidiar con el inexplicable, peculiar e inquebrantable vínculo que mantiene con su amiga Lissa.

### Sangre Azul
Sangre Azul (en inglés: Frostbite) es la segunda novela de la saga. 
La historia comienza con el viaje de Rose y Dimitri en busca del legendario guardián Arthur Schoenberg para el examen de calificación de Rose. Cuando llegan a la casa de los moroi que este guardián protege, descubren el sangriento asesinato de toda la familia y sus guardianes, incluido Arthur. En la escena del crimen, Rose descubre una estaca de plata, un objeto mágico que los strigoi no pueden tocar, y llega a la conclusión de que han recibido ayuda humana en su ataque. La masacre pone alerta a la comunidad vampírica. Después de esto, Dimitri lleva a Rose a conocer a una amiga suya, Tasha Ozera, la tía de Christian, el novio de Lissa. Para mantener seguros a los estudiantes, la Academia San Vladimir decide realizar una excursión obligatoria después de Navidad a una estación de esquí propiedad de una de las familias más ricas e importantes de los moroi.

### Bendecida por la sombra
Bendecida por la sombra (en inglés: Shadow Kiss) es la tercera novela de la saga. 
Rose esta en estado de shock por la muerte de Mason, pero su vida continua en San Vladimir y se prepara con el resto de los novicios para el Examen de Calificación, en el que los novicios protegen a los estudiantes Moroi de los "ataques" de "Strigoi" (con sus maestros Dhampir). Rose está segura de que la emparejarán con Lissa, pero en cambio se emparejará con Christian Ozera, mientras que Eddie Castile (el mejor amigo de Mason) se emparejará con Lissa. Rose se queja con sus maestros, pero finalmente se resigna a proteger a Christian. Durante el primer ataque a Christian, Rose ve el fantasma de Mason y se congela, no puede proteger a Christian a lo que sus maestros la acusan de su error para no ser la protectora de Ozera. En un giro repentino, Christian es la única persona que realmente cree que Rose no cometió un error a propósito.

### Promesa de sangre
Promesa de sangre (en inglés: Blood Promise) es la cuarta novela de la saga. 
En Promesa de sangre, Rose deja la Academia San Vladimir para ir tras Dimitri, que se ha convertido en Strigoi y matarlo. La única pista que tiene es que podría estar en algún lugar de Siberia. Después de conocer a un alquimista llamado Sydney, viajan a Siberia, donde finalmente encuentra a la familia de Dimitri en la pequeña ciudad de Baia. Mientras está en Baia, conoce a otra pareja vinculada llamados "Shadow-Kissed", Oksana y Mark, y un misterioso hombre Moroi llamado Abe, que intenta obligarla a regresar a San Vladimir. Finalmente, la obliga a irse, y Rose acepta después de una pelea con la hermana de Dimitri, Viktoria. Luego viaja a Novosibirsk con otros guardianes no comprometidos para vigilar a los Strigoi con la esperanza de encontrar a Dimitri. Cuando lo encuentra, está demasiada aturdida por su apariencia de Strigoi como para intentar matarlo, y termina siendo rehén de él. Él se niega a matarla, en cambio, dice que la mantendrá viva hasta que ella decida convertirse en Strigoi por su propia voluntad para estar con él.

### Deuda de espíritu
Deuda de espíritu (en inglés: Spirit Bound) es la quinta novela de la saga. 
El libro comienza con Rose leyendo la última de una serie de cartas de amor/amenazas de muerte de Dimitri. Los exámenes finales están programados para comenzar en poco tiempo y ella decide mantenerse concentrada y aprobarlos lo mejor que pueda y esperar que sea suficiente para que la asignen a Lissa. Los profesores la ponen a prueba al tenerla atrapada en un puente giratorio con Strigoi acercándose por ambos lados, que pasa cortando el puente, luego "matando" a los oponentes en su extremo.
Después de que la red de Abe transmitió un mensaje de Victor Dashkov de que no había nada con lo que pudiera ser sobornado mientras estaba tras las rejas, Rose conspira con Lissa y Eddie para sacarlo de su prisión de vampiros de alta seguridad. Lo hacen con éxito al disfrazarse de guardianes que traen nuevos alimentadores y dependen en gran medida de las habilidades de compulsión de Lissa. Víctor acepta llevarlos con su hermano, Robert, un usuario de espíritu solitario que se rumorea que una vez devolvió a un Strigoi a su estado original.

## San Vladimir
San Vladimir era un santo ruso, que era el homónimo de la academia de San Vladimir, era un vampiro espiritual, un don bastante raro y que hasta el momento es el único que ha llegado a controlar este don, el era custodiado por la Dhampir Anna, ella es una guardiana besada por las sombras. Muchos lo adoraban y se decía que era capas de "hacer florecer las plantas cuando este caminaba" y rescataba a personas que estaban al borde de la muerte; esto se debía al don espiritual.
San Vladimir es una academia donde se educa a la raza de vampiros Moroi y a los novicios guardianes llamados Dhampir, está ubicada en los bosques profundos de Montana y protegida con salas encantadas ubicadas en las afueras de los terrenos de la escuela. Con base en los números que siguen algunas de las clases pueden suponer la historia de la cultura de los Moroi 1, 2 y 3, así como las clases de teoría del guardaespaldas y la protección personal 1 y 2; la clase de Ruso 1; y artes del lenguaje para estudiantes de primer, segundo y tercer año, también es muy probable que las técnicas de combate de guardián básico/intermedio y las clases elementales especializadas formen parte del catálogo de cursos.
La edificación es rústica y antigua, tiene grandes salones y una pequeña plaza escondida entre los salones de clases, tiene áreas verdes y amplias, en medio del edificio principal hay una torre de reloj, antes de entrar y pasar por la barrera encantada que protege a la escuela están las rejas principales, dos hojas grandes se abren hacia dentro para poder hacer pasar a los estudiantes o visitantes autorizados por la institución.
A diferencia en la novela y la adaptación fílmica, los estudiantes tienen uniformes en la película, originalmente Richelle Mead había querido uniformes en los libros, pero decidió no hacerlo, pero cuando Mark Waters, director de la adaptación, le ofreció tener uniformes en la película, ella aceptó y dio luz verde para los uniformes de los estudiantes. En el escudo oficial de la academia, en cada emblema de cada estudiante esta coloreado si son Moroi de fuego o de elemento agua, etc, mientras que los novicios Dhampir tienen una marca de promesa en el medio de los símbolos de elementos en el emblema.

## Personajes
- Rosemarie Rose Hathaway es una dhampir de 17 años (cerca de cumplir 18). Los dhampir no tienen poderes pero son más fuertes y veloces que los moroi, por lo que son encargados de su protección contra los strigois. Rose es la encargada de proteger a Vasilissa Dragomir o Lissa, su guardiana y mejor amiga, con quien mantiene una peculiar e inquebrantable unión. Mediante ella, Rose sabe siempre de las emociones y pensamientos de Lissa, e incluso puede sumergirse en su mente y ver, sentir y escuchar todo lo que experimenta esta. Rose Hathaway debe luchar contra los strigois, lidiar con el amor de su vida, que es un amor prohibido y proteger a Lissa a toda costa mientras intenta sobrevivir a la adolescencia. Es una chica guapa, que atrae muchas miradas y su cabello es oscuro. Rose es generalmente rebelde, sarcástica y hace bromas en los momentos menos indicados.

- Vasilissa Dragomir de 17 años, es la última descendiente de la familia real Dragomir, y la mejor amiga de Rose. Todo los moroi tienen un elemento sobre el que ejercen la magia, sin embargo, Lissa no tiene ninguno. Cuando descubre un elemento insólito que ella posee, se sumerge a un mundo de vaivenes, oscuridad y misterios mientras intenta mantenerse cuerda y no demostrar debilidad ante su mejor amiga y su novio. Tiene el cabello de color rubio platinado y ojos de color verde jade.

- Dimitri Belikov es un sexy y guapo guardián dhampir de 24 años que lo único que le faltaba en el mundo era enamorarse de Rose Hathaway, la novicia a quien debe entrenar. Tras la serie intentará superar lo que siente, ya que sabe que si ama a Rose, además de que es 7 años mayor que ella y él es su mentor, ella no podrá proteger correctamente a Lissa.

- Christian Ozzera de 17 años, es descendiente de una familia real no muy bien vista por el resto de ellas, ya que sus padres se convirtieron en strigoi e intentaron hacer con él el mismo acto de crueldad, lo que es salvado por su tía Tasha por lo cual ella lo cría después de eso. Christian es un chico algo antisocial y sarcástico, es muy parecido a Rose en ese sentido, lo que hace que no se lleven muy bien. Cuando conoce a Lissa cambia y se enamora de ella.

- Adrian Ivashkov es un miembro de las familias reales, tiene 20 años y tal como Lissa, controla un elemento insólito, que para sobrellevarlo acude al alcohol y al cigarrillo, es un mujeriego pero cuando conoce a Rose empieza a tener demasiado interés en ella por lo que después se enamora de ella, el suele llamar a Rose "Pequeña Dhampir" de lo que ella siempre se burla.

- Mia Rinaldi es una adolescente de baja estatura de 16 años que sale con el exnovio de Lissa a la cual odia (y por ende a Rose) por las acciones pasadas de su hermano André. Luego de unos trágicos sucesos Mia madura y cambia siendo amable y dulce con ellas.

## Diseño de la portada
La portada es de tapa delgada y contiene los colores rojo y negro, en el aparase una modelo con el cabello rojizo, representando a Rose, lleva con sigo un atuendo color rojo, detrás de ella se visualiza un edificio en forma de castillo simulando la academia de San Vladimir, delante de ella están las rejas de la escuela, en ellas se pueden apreciar las iniciales de la saga V y A, juntas VA, debajo, las palabras Vampire Academy son plasmadas para dar nombre a este primer libro. En España y Latinoamérica la cubierta es de tapa delgada e igual lleva por nombre el título en inglés.

## Estructura y género

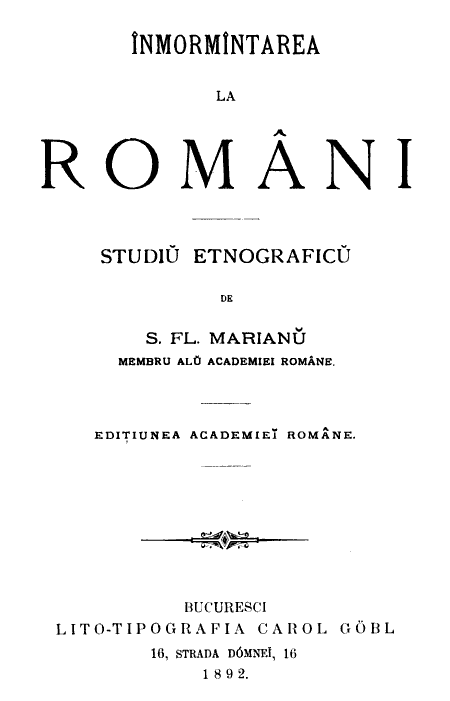
Libro Inmormantarea la romani de 1892 (Romanian burial) de Simion Florea Marian

La saga Vampire Academy es de género juvenil, fantasía, acción y romance, pero la historia se enfoca en el deber y la protección, según Richelle Mead la interacción que hay entre los vampiros y los humanos en su mundo están común que pueden aspirar hasta cargos políticos o profesiones destacadas sin darse a conocer su verdadero origen.
La historia sigue a la intrépida Rosemarie Hathaway, "Rose", una chica mitad Moroi mitad Dhampir y Vasilissa Dragomir, "Lissa" una Moroi y la última de su linaje real, Lissa es un vampiro mientras que Rose estará preparándose para ser su guardiana en la academia San Vladimir, en esta academia residen los vampiros de sangre real como Lissa y los que no provienen de la realeza y por último están los novicios, jóvenes que se están preparando para ser Dhanmpir y proteger a los vampiros Moroi de otra raza de vampiros peligrosa llamada Strigoi. Rose a su vez mantiene un sentimiento hacia su mentor, Dimitri Belikov, con el cual, tendrán algunas dificultades para poder estar juntos.
En Vampire Academy los vampiros se divide en tres Razas, los Moroi, vampiros pacíficos que solo beben sangre atreves de donantes, ellos están pacíficamente con los humanos, al mezclarse con esta raza inferior, ellos tratan de llevar aparentemente una vida normal, pueden acceder a un vida mortal sin que la presencia humana se de cuenta, los Moroi pueden adquirí poderes o don, tienen la habilidad de controlar uno de los cuatro elementos, fuego, agua, aire y tierra, estas habilidades son perfeccionadas y educadas en la academia para vampiros San Vladimir, donde se perfecciona dicha habilidad, hay un don llamado espíritu o espiritual, es muy raro y muy poco se sabe de él, solo un vampiro ha llegado a ese nivel y es el vampiro quien lleva por nombre la academia, San Vladimir. La realeza se hace presente en esta raza de vampiros, Vasilissa Dragomir o Lissa es la última de este linaje real. Dato curioso Lissa no tiene ningún don, salvo curar y sanar las heridas, así sean menores o mortales. Dhampir, son comúnmente llamados guardianes, son los que protegen a los vampiros Moroi de la raza rival Strigoi, los Dhampir son entrenados de igual manera en la academia San Vladimir, ellos no poseen ningún don pero son más fuertes y rápidos que los Moroi, Rose, pretende ser la guardiana de Lissa, para ello se prepara para ser su Dhampir al momento de graduarse. Strigoi, son una raza violenta y sanguinaria, ellos solo deambulan para matar y beber sangre a su merced, no están en paz con los humanos, pero de igual manera tratan de pasar desapercibidos, ellos seles puede decir que son los rivales de los Moroi, ellos solo quieren destruir a esta raza.

## Tema e inspiración
Richelle Mead al contar su historia se enfocó en la estructura del mundo de los vampiros Moroi, Strigoi y los Dhampir, ella estuvo leyendo historias de vampiros de Europa del este, entre los países Rumania y Rusia, aquí fue donde conoció estas razas de vampiros que comúnmente a estos no se les relacionaba, como Richelle hace en su historia, prácticamente la interacción de ambas razas surgió de su idea. 
Mead se inspiro en dar vida a los Moroi y Strigoi al leer sobre ellos en la literatura Rumana, en su lectura la idea de escribir otro libro sobre creaturas oscuras cobraba vida en su mente, le fascinaba la idea de traer a estos vampiros al occidente y que los lectores tuvieran otra perspectiva de los vampiros. Ella creció en este mundo de fantasía, mientras ya había escrito libros de fantasmas y de demonios, Richelle ahora quiso escribir sobre vampiros, a lo cual su inspiración fue más grande cuando leyó la literatura de vampiros de Europa, sus personajes no están inspirados en personas cercanas a Mead, cada personaje es descrito únicamente por la escritora bajo la experiencias vividas durante su adolescencia o en su época de universitaria.

¿Qué te hizo decidirte a escribir sobre vampiros?

Ya había estado escribiendo libros para adultos donde presentaba hadas y demonios, así que quería trabajar con algo diferente para mi. Los vampiros parecían el siguiente paso en las criaturas paranormales. Richelle Mead para Series Theories.

## Publicación
Hay seis libros en la saga original, seguido del spin-off Bloodlines, escrito por la misma autora.  Actualmente, la saga de libros ha vendido 8 millones de copias en 35 países.
1. Vampire Academy (16 de agosto de 2007).
2. Sangre Azul (10 de abril de 2008).
3. Bendecida por la sombra (13 de noviembre de 2008).
4. Promesa de sangre (25 de agosto de 2009).
5. Deuda de espíritu (10 de mayo del 2010).
6. El ultimo sacrificio (7 de diciembre de 2010).

Las series aparecieron por primera vez en la lista del New York Times best seller, en el puesto #4 con la publicación de: Bendecida por las sombras. Luego, se posicionó al número uno con la publicación de Espíritu Consolidado.

## Spin-off
Bloodlines es una serie spin-off compuesta de seis libros. Aunque la historia es completamente independiente, sus personajes parten originariamente de la serie Vampire Academy. 
En estos nuevos libros, la alquimista Sydney Sage será destinada a Palm Springs (California) donde debe proteger a la princesa Moroi, Jill Dragomir, con ayuda de su guardián dhampir, Eddie Castille, y un inesperado Adrián Ivashkov. A Sydney siempre le han inculcado que los vampiros son el mal y antinaturales pero a medida que su vida adquiere una rutina con los dhampirs y morois que la rodean a diario, su fe en lo que los Alquimistas le han enseñado se empezará a tambalear y, a medida que se ve atraída hacia una relación prohibida para los suyos, su corazón entrará en conflicto entre lo que le dice su instinto y lo que cree que está bien.
Además de bloodlines se ha creado la continuación de esta nueva saga que se llama Lirio Dorado, donde cuentan los sucesos que tiene que pasar Sidney para recién empezar a ver a los vampiros como seres no tan diferentes a los humanos.

### Libros de Bloodlines
- Bloodlines (23 de agosto de 2011)
- The Golden Lily (12 de junio de 2012)
- The Indigo Spell (12 de febrero de  2013)
- The Fiery Heart  (19 de noviembre de 2013)
- Silver Shadows (29 de julio de 2014)
- The Ruby Circle (10 de febrero de  2015)

## Recepción de la crítica
El libro tubo opiniones mixtas al momento de su publicación, pero la mayoría eran positivas, algunos críticos hacían referencia a Crepúsculo de Stephenie Meyer, en si la comparación no era exactamente a similar que ambas historias eran "parecidas" si no todo lo contrario, afirmaban que era una idea fresca y nueva para las historias de vampiros, de Miami New Times dijo «Esto es totalmente diferente a Twilight» dando alusión sobre un nuevo giro a la historias sobre vampiros, «Rose no muestra signos de codependencia» también hubo comparaciones «Ella es la Sasha Feroz de los Vampiros». The Miami Herald elogio la escritura de Richelle Mead, "Mead conoce su folclore y lo usa con gran ventaja para crear una historia de fondo creíble sobre la fricción entre sus vampiros buenos y malos".
La Associated Press describe como Richelle mantiene a sus lectores en cada capítulo de la historia «Agrega giros inesperados». The Seattle Times compara a Rose con Buffy, la caza vampiros «Es una combinación de Buffy the Vampire Slayer» y «Angelina Jolie en Tomb Raider». "Un éxito inmediato, gracias al talento de escritura de Mead y el carácter carismático de Rose", dice Scripps Howard News Service.
El libro recibió críticas positivas, con un promedio en Goodreads de 4.19/5, basado en 227,620 calificaciones. Fue incluido en la lista de Quick Picks para lectores adultos jóvenes y recomendado por Booklist, teenbookstoo.com y Voice of Youth Advocates (VOYA). Vampire Academy fue la mejor votada con el puesto número cuatro después de Eclipse por Stephenie Meyer, Harry Potter y las Reliquias de la Muerte por J.K. Rowling y Diary of a Wimpy Kid por Jeff Kinney en el top 10 de libros para adolescentes. La serie, Vampire Academy también fue una de las diez mejores ventas del New York Times o sea un Best-Seller en la categoría de series de libros para niños.

## Orígenes y opinión
Cuando Mead empezó a crear la historia en su mente, esta estaba tomando forma cuando empezó a leer historias de vampiros de Europa del este y occidente, en una concepción moderna y premoderna, en una entrevista se le pregunto como creó la estructura de la historia de las razas de los vampiros, en este caso los Moroi, Dhampir y Strigoi, Richelle: Moroi, Strigoi y Dhampirs como tipos de criaturas ya existían en la mitología rumana. La forma en que viven e interactúan en el mundo moderno fue mi creación. Richelle al escribir la historia pensó en lo emocionante que sería para los occidentales leer y saber esta clase de nuevos vampiros, la idea que existan dos culturas vampíricas distintas le permitió tener más variedad y creatividad al momento de escribir.

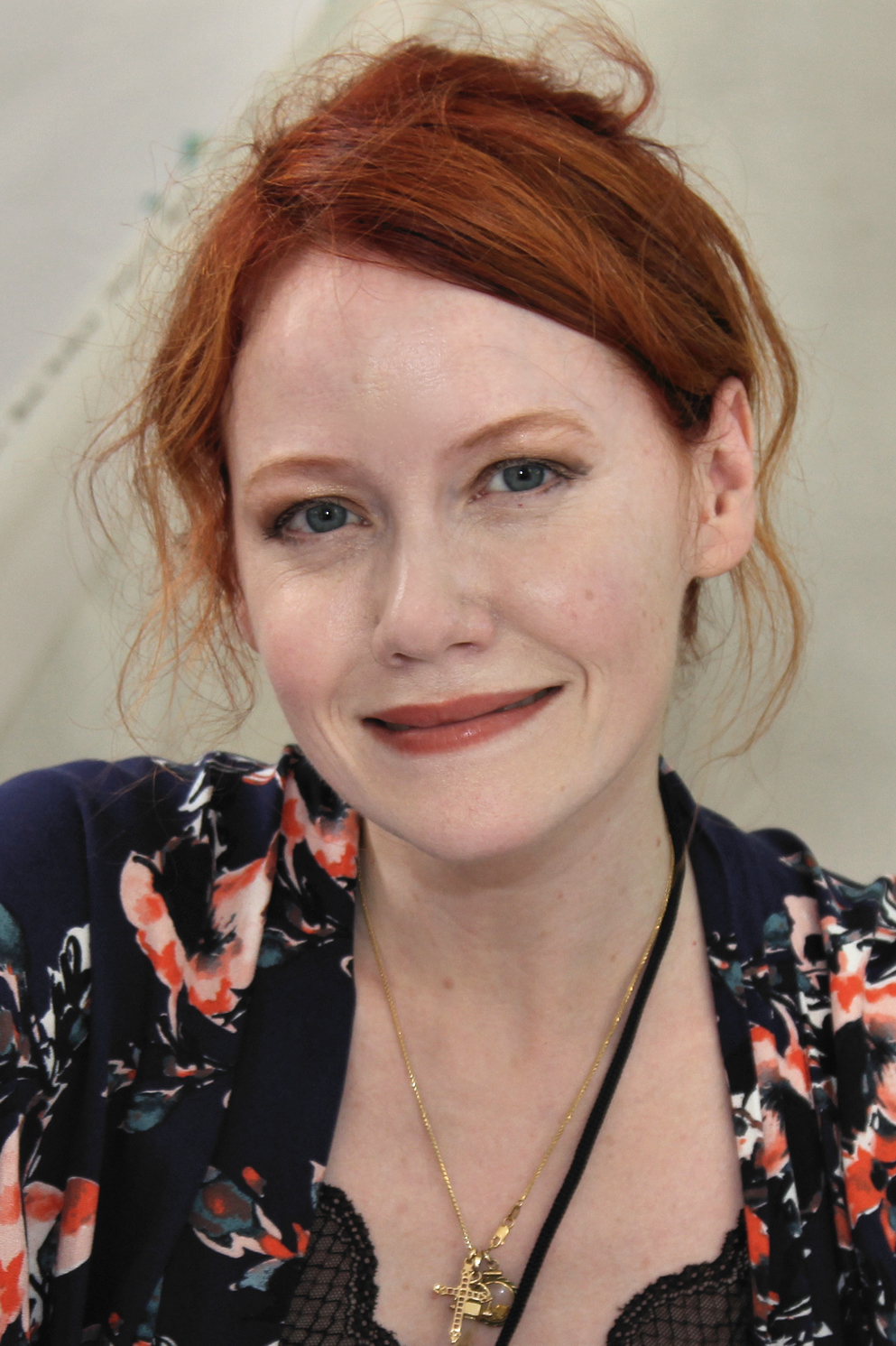
Richelle Mead escritora de Vampire Academy.

En la historia, Mead narra como la cultura Moroi y Dhampir tienen sus propias creencias espirituales o creencias religiosas. La mayoría de los personajes religiosos de la serie practican el cristianismo ortodoxo oriental (con algunos santos vampiros incluidos) ya que su cultura se basa en Rusia y Rumania. El padre de Rose es musulmán. Al escribir sobre el personaje principal, Rose, Mead se sintió muy tranquila al darle vida, Richelle: fue genial escribir, porque su historia está planeada con tanto detalle que puedo seguir adelante y no preocuparme por quedarme estancada.
Richelle siempre a vivido en el mundo de la fantasía desde muy pequeña, Mead: He amado la fantasía y la mitología desde la infancia. Crecí con historias sobre unicornios y sirenas, y en la escuela primaria, mis maestros evadían a mis preguntas sobre la mitología mundial. Luego, a medida que crecí, gané un sentido del humor retorcido y un amor por la cultura pop. Pon todo eso junto, y he aquí, ¡tienes mis libros! creo que mis experiencias de vida personal, además de estar expuesta a toda esa materia en mis estudios universitarios, definitivamente fueron clave para finalmente ayudarme a completar proyectos.
La historia más que compararla con Crepúsculo de Stephanie Meyer, se ha catalogado como una historia del canon de Harry Potter de J.K. Rowling, por el tema de estudiantes en una escuela escondida entre el bosque y además encantada para estar oculta ante los ojos mortales de los humanos, agregándole la magia, encantamientos, hechizos y agregar otro tipo de creaturas mitológicas, en esta ocasión en vez de ser estudiantes de sangre de magos son vampiros con tres diferentes razas y que además pueden controlar elementos como el fuego, agua, aire y tierra.

## Adaptaciones

### Película
En junio de 2010 Preger Entertainment compró los derechos del libro para la película Vampire Academy. El 6 de julio, se anunció que el productor Don Murphy se unió para llevar la adaptación a la gran pantalla. El 17 de diciembre de 2012 se supo que Dan Waters estaba escribiendo el guion. En febrero del 2013 se confirmaron varios sucesos: la tan esperada adaptación de los personajes; Zoey Deutch como la protagonista Rose Hathaway, Lucy Fry como Lissa Dragomir, y Danila Kozlovsky como Dimitri Belikov. Meses después las noticias sumaron a Dominic Sherwood como Christian Ozera y Cameron Monaghan como Mason Ahsford y Claire Foy como Sonya Karp.
El título fue cambiado para Vampire Academy: Blood Sisters que al final el título "Blood Sisters" fue rechazado, dejando el título original "Vampire Academy". La fecha acordada para el estreno fue 7 de febrero de 2014, aunque no fue fecha de estreno mundial, ya que en muchos países aún no ha llegado a cartelera. La película fue filmada alrededor de Europa, particularmente UK, con fotografías adicionales que se tomaron en Montana, Estados Unidos.

### Serie de TV
El 19 de mayo de 2021 Deadline anuncio la serie de televisión de Vampire Academy para la plataforma de streaming Peacock, quien ordenó 10 capítulos de una hora de duración, bajo la producción ejecutiva de Julie Plec y Marguerite MacIntyre. Cabe destacar que Julie fue la escritora de los guiones y productora ejecutiva de las fantásticas series de televisión The Vampire Diaries el sping off The Originals y actualmente de Legacies.
Vampire Academy ya tiene país de grabación y cast confirmados, el 30 de agosto de 2021 Deadline confirma las ciudades donde será grabada la segunda adaptación de VA pero esta vez para la televisión, los lugares serán Navarra y Zaragoza, España, posteriormente el 19 de mayo del presente año se daba a conocer que la producción estará a cargo de Julie Plec, escritora y productora de la exitosa serie de televisión The Vampire Diaries; el 30 de agosto se confirma el cast conformado por Sisi Stringer como Rose Hathaway, Daniele Nieves será Lissa Dragomir, Kieron Moore como Dimitri Belikov y André Dae Kim será Christian Ozera, el resto del cast también fue confirmado, Bille Woodruff dirigirá el primer episodio.

### Graphic Novel
El 23 de agosto de 2011 se publicó una novela gráfica basada en el primer libro de Vampire Academy. La novela gráfica está adaptada por Leigh Dragoon e ilustrada por Emma Vieceli. En mayo de 2012 también se lanzó una novela gráfica para el segundo libro de la serie, Sangre Azul.